# 蔡义江
蔡义江（1934年—），浙江宁波人，中国红学研究者。第六届、七届全国人民代表大会代表，第八届、九届全国政协委员。
父亲蔡竹屏是爱国人士，在民国时期担任过县长职务。蔡义江家中兄弟姐妹十二人，排行第二。他在1954年毕业于浙江师范学院（今浙江大学）中文系，並在毕业后留校担任教师。1978年，他前往北京工作，並在其間發起創辦《红楼梦学刊》及筹建红学会。1986年起，他先后担任中国国民党革命委员会中央常委、宣传部部长；此外，他曾担任全国人民代表大会代表、中国人民政治协商会议全国委员会委员，以及中国红学会副会长等职务。

## 著作
- 《红楼梦是怎样写成的》
- 《红楼梦诗词曲赋评注》
- 《蔡义江论红楼梦》
- 《〈红楼梦〉校注》
- 《论红楼梦佚稿》[6][4]